# Marcus Ummidius Quadratus Annianus
 (octobre 2022).
Marcus Ummidius Quadratus Annianus (138–182) est un sénateur romain et le neveu de l'empereur Marc Aurèle. Il est impliqué dans un complot infructueux visant à assassiner son cousin l'empereur Commode qui conduit à son exécution.
Quadratus Annianus est légat du proconsul d'Afrique et Consul en 167 avec de l'empereur Lucius Aurelius Verus. 

## Biographie
Quadratus Annianus est le fils de la sœur de Marc Aurèle, Annia Cornificia Faustina et d'un sénateur anonyme. Ronald Syme l'identifie à l'un des consuls en 146, enregistré dans les Fasti Ostienses sous le nom de Caius Annianus Verus, mais ayant le nom complet de Caius Ummidius Quadratus Annianus Verus. Il descend de l'une des principales familles aristocratiques et politiquement influentes de Rome et est un descendant direct du regretté consul Caius Ummidius Durmius Quadratus.  Par l'intermédiaire de sa mère, Quadratus Annianus est lié à la dynastie régnante Nerva-Antonine. Sa sœur est Ummidia Cornificia Faustina.
Sa mère est décédée entre 152 et 158. À sa mort, Quadratus Annianus et Cornificia Faustina partagent la propriété de leur mère, ce qui les rend très riches. Après la mort de sa mère, Quadratus prend une maîtresse, une affranchie grecque chrétienne nommée Marcia, qui devient plus tard la maîtresse de l'empereur Commode.
Après son consulat, Quadratus adopte le premier fils du sénateur et philosophe Gnaeus Claudius Severus, qui prend alors le nom de Marcus Claudius Ummidius Quadratus. La raison de l'adoption est inconnue.
Lorsque Marc Aurèle meurt en 180, le cousin maternel de Quadratus, Commode, lui succède comme empereur. La sœur de Commode, Lucilla, n'est pas heureuse de vivre comme une citoyenne tranquille et privée à Rome et devient jalouse de son frère et de sa belle-sœur. De plus, elle devient très préoccupée par le comportement erratique de Commode.
En 182, Lucilla, sa fille Plautia et son neveu en mariage Quintianus, ainsi que Quadratus, son fils adoptif, et Cornificia Faustina, prévoient d'assassiner Commode et de le remplacer par Lucilla et son second mari, le consul Tiberius Claudius Pompeianus Quintianus. L'implication de Quadratus, de son fils adoptif et de sa sœur peut s'expliquer par une possible dispute dynastique avec Commode, ou une éventuelle relation amoureuse entre Quadratus et Lucilla.
Quintianus sort de sa cachette avec un poignard, essayant de poignarder Commode. Il lui a dit: "Voici le poignard que le sénat t'envoie", révélant ses intentions avant d'avoir eu la chance d'agir. Les gardes sont plus rapides que lui et le maîtrisent. Les conspirateurs sont bientôt révélés ; l'empereur ordonne la mort de Quadratus Annianus, son fils adoptif et Quintianus. Commode a peut-être confisqué la propriété et la fortune de Quadratus Annianus. Lucilla, sa fille et Cornificia Faustina sont bannies sur l'île italienne de Capri. Plus tard cette année-là, l'empereur envoie un centurion à Capri pour exécuter les trois femmes.